# Segundo Guevara
Segundo Agustín Guevara Semino (Pativilca, Lima; 17 de septiembre de 1926 - Callao, 23 de enero de 1998) fue un futbolista peruano que desempeñaba como delantero en clubes solo de Perú.

## Trayectoria
Debuta en la primera división de 1951 con el Club Unión Callao de Deportes, lastimosamente en el mismo año su equipo desciende, en 1952 sale campeón en la segunda división, volviendo a primera en 1953 siendo un delantero de un gran instinto goleador.
En 1954 llega al Club Universitario de Deportes para ocupar el puesto del ya retirado Teodoro «Lolo» Fernández, en su primer año con la u marcó 9 goles siendo el goleador del plantel de dicho año. En 1955 Universitario sale subcampeón al jugar la final contra Alianza Lima perdiendo en contra por 2 a 1 el único gol crema lo hizo Guevara en el minuto 4 del partido siendo unos de los goleadores del torneo con 10 anotaciones y de nuevo siendo goleador del plantel conformado por Osvaldo Bianco, Alberto Terry, Dimas Zegarra entre otros.
En el año 1957 se va de Universitario para fichar por el león porteño el Club Atlético Chalaco logrando ser un delantero contribuyente logrando el subcampeonato, en 1958 el Atlético Chalaco con un buen plantel logra de nuevo el subcampeonato con Guevara como unas de la figuras de ese plantel.
En 1961 Guevara llegaría al Club Carlos Concha donde se retiraría del fútbol profesional, en 1998 fallece siendo recordado como un delantero de gran jerarquía.

## Clubes
| Club                           | País | Año         |
| ------------------------------ | ---- | ----------- |
| Club Unión Callao de Deportes  | Perú | 1949        |
| Club Defensor Arica            | Perú | 1950        |
| Club Unión Callao de Deportes  | Perú | 1951 – 1953 |
| Club Universitario de Deportes | Perú | 1954 – 1956 |
| Club Atlético Chalaco          | Perú | 1957 – 1960 |
| Club Carlos Concha             | Perú | 1961        |

## Palmarés
| Título           | Club                          | País | Año  |
| ---------------- | ----------------------------- | ---- | ---- |
| Segunda División | Club Unión Callao de Deportes | Perú | 1952 |